# Bergsjön (Skepplanda socken, Västergötland)
Bergsjön är en sjö i Ale kommun i Västergötland och ingår i Göta älvs huvudavrinningsområde. Bergsjön är 11 meter djup, har en yta på 0,02 kvadratkilometer och är belägen 118 meter över havet. Sjön ligger i Natura 2000-området Bergsjöns naturreservat (Risvedens agkärr) i vildmarksområdet Risveden och skyddas av fågeldirektivet. Bergsjön avvattnas av Sörån (Slereboån) som rinner ut i Grönån strax väster om Blinneberg, Slittorp och Färdsle.

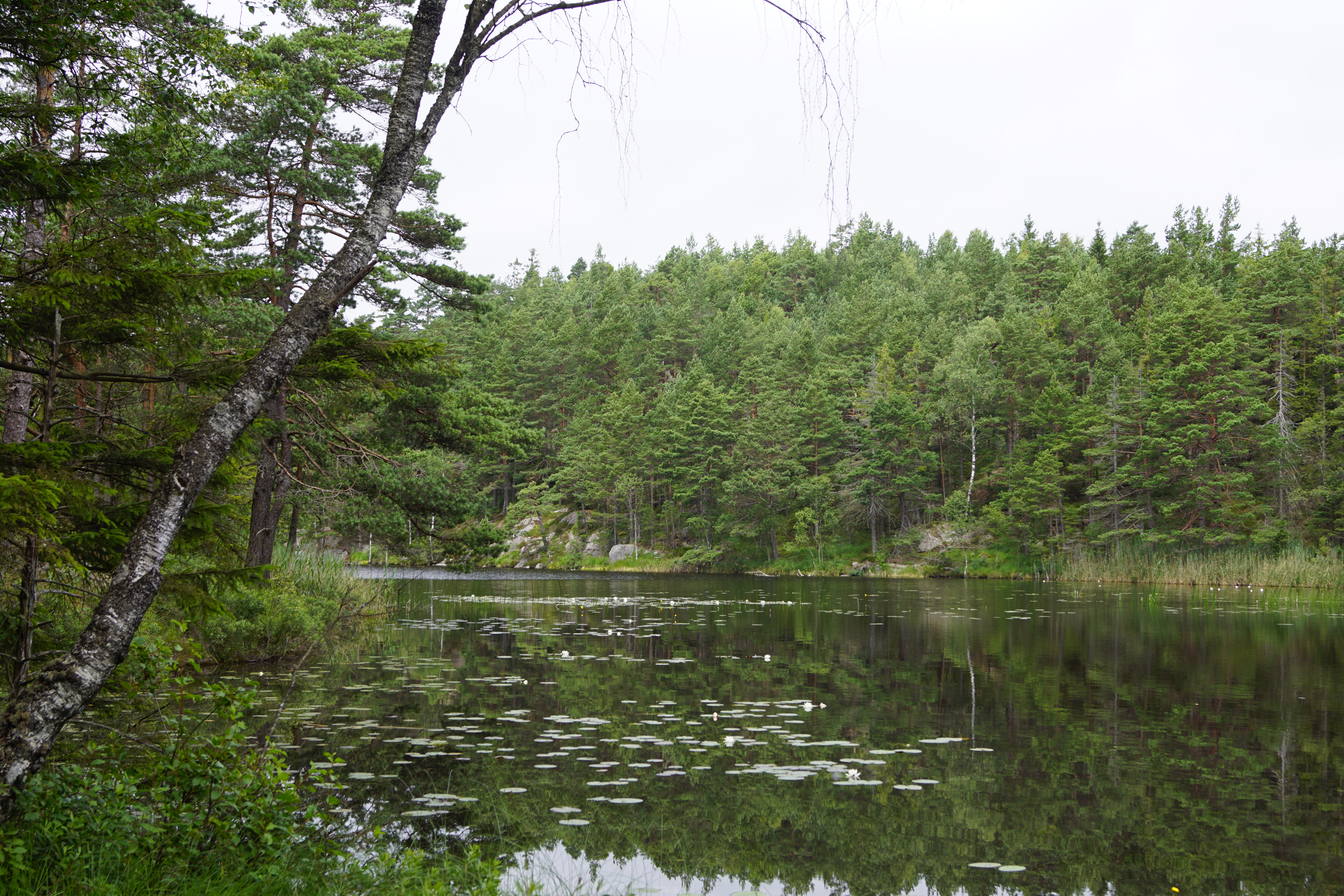
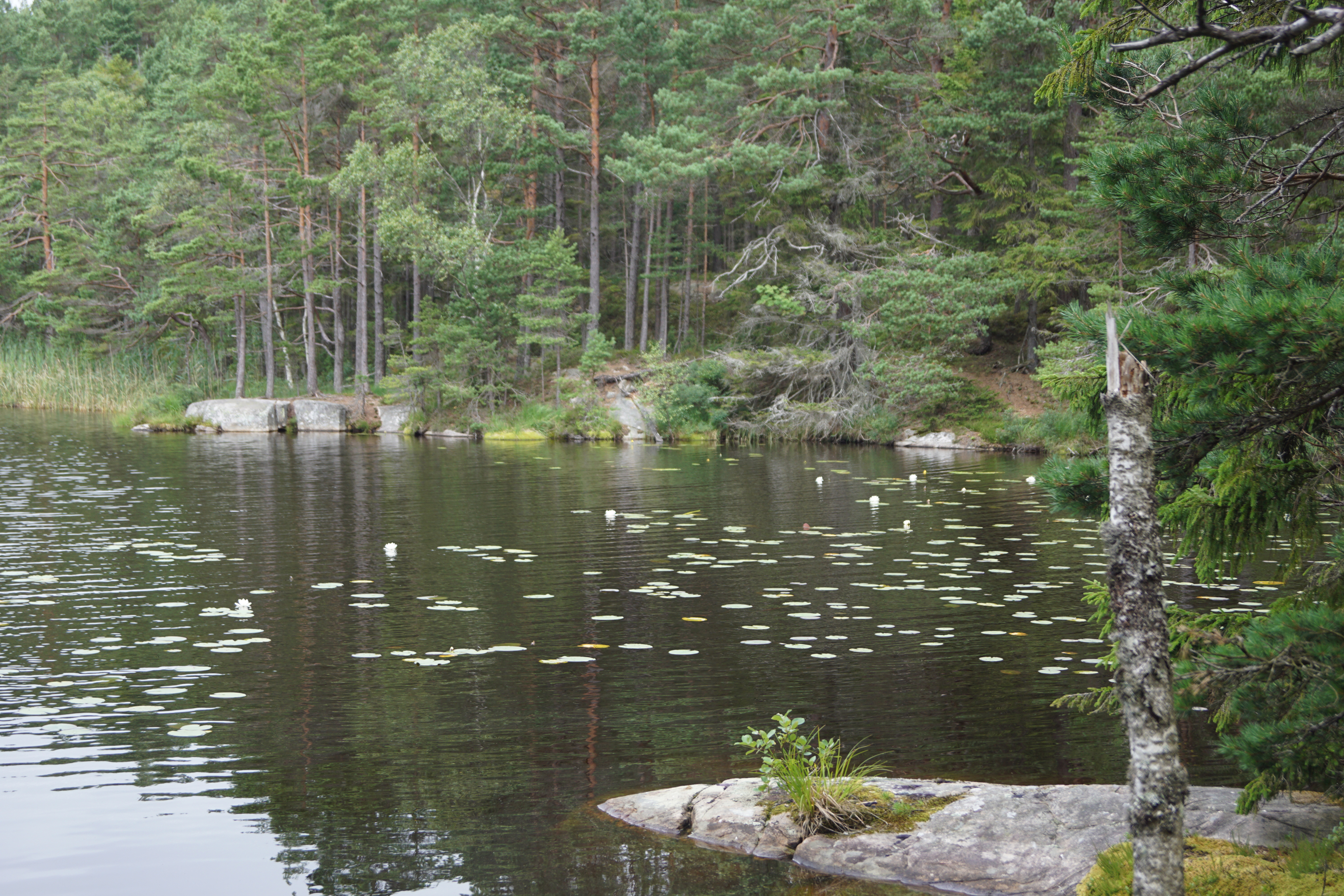